# ماريو فيلانويفا
ماريو فيلانويفا هو مهرب مخدرات وسياسي مكسيكي، ولد في 2 يوليو 1948 في شيتومال في المكسيك. نشط حزبياً في الحزب الثوري المؤسساتي. وقد انتخب عضو مجلس الشيوخ المكسيكي ‏.